# Guineu voladora de les Noves Hèbrides
La guineu voladora de les Noves Hèbrides (Pteropus anetianus) és una espècie de ratpenat de la família dels pteropòdids. És endèmica de Vanuatu. El seu hàbitat natural són els boscos, on s'alimenta de figues, els fruits de l'arbre del pa i cocos. Està amenaçada per la caça.